# Хорвуд, Уильям
Уильям Хорвуд (англ. William Horwood, 12 мая 1944 года, Оксфорд, Англия) — английский писатель.

## Биография
Уильям Хорвуд вырос на побережье Восточного Кента.
Его родители были не богаты и рано разошлись, отдав сына в приемную семью, в которой он воспитывался в возрасте от шести до десяти лет. 
В течение года Уильям посещал школу в Германии, а в одиннадцать лет пошел в среднюю школу.  В восемнадцать лет он поступил в Бристольский университет, чтобы изучать географию 
.
Закончив учиться он работал в разных местах, в том числе занимался сбором средств и преподаванием, а также редактировал ежедневную газету Daily Mail.
Вдохновленный книгой Фрэнсис Элизы Бёрнетт  «Таинственный сад», он решил стать писателем.  В 1978 году, в возрасте 34 лет,  ушел из газеты, чтобы заняться написанием романов в качестве своей основной карьеры.

## Литературное творчество
Его первый роман, Данктонский лес («Duncton Wood») аллегорический рассказ о сообществе кротов, был опубликован в 1980 году. В России роман известен под названием «Летнее Солнцестояние / Брекен и Ребекка».
Книга мгновенно стала бестселлером. В 1981 году этот роман был номинирован на литературную премию в области научной фантастики и фэнтези «Locus Poll Award», как лучший фэнтезийный роман .
В 1988 году вышло продолжение «Duncton Quest» («Тайная миссия / Крот камня»), а затем в 1989 году «Duncton Found» («На исходе лета»), который завершил трилогию «The Duncton Chronicles» («Хроники Данктона»). Далее в 1991 году начала публиковаться вторая трилогия о приключениях кротов «The Book of Silence». 
Уильям Хорвуд написал продолжение знаменитого романа Кеннета Грэйма «Ветер в ивах». Четыре книги о дальнейших похождениях героев Грэма принесли ему широкую известность.
Он написал романы «The Stonor Eagles» и «Callanish» и дилогию «Wolves of Time».
Роман «Skallagrigg» вышедший в 1987 году об инвалидности, любви и доверии, был экранизирован компанией BBC в 1994 году. 
Книга «Boy with No Shoes», опубликованная в августе 2004 года, является выдуманным мемуаром, в котором исследуются сложные темы детства в Кенте.
В 2007 году Уильям Хорвуд совместно с историком Хелен Раппапорт, написал «Dark Hearts of Chicago», исторический  триллер о Чикаго XIX века. Роман был переиздан в 2008 году под названием «City of Dark Hearts» с существенными изменениями и сокращениями под псевдонимом Джеймс Конан.
В 2010 году Хорвуд  вернулся к жанру фэнтези, опубликовав первый из четырех романов под  общей серией  Hyddenworld.

## Личная жизнь
Уильям Хорвуд три раза вступал в брак, у него шестеро детей. Проживает он в Оксфорде. Увлекается туризмом, горными прогулками, садоводством и виндсёрфингом.
  

## Экранизации
- Мультфильм по книге Уильяма Хорвуда «The Willows in Winter» («Ивы зимой») был  снят  в 1996 году.

- Сериал по книге «Skallagrig» был показан на канале ВВС [6].